# Sheri Fink
Pour les articles homonymes, voir Fink.
Sheri Fink est née à Détroit, est une journaliste américaine qui écrit sur la santé, la médecine et la science. 
Elle a reçu le prix Pulitzer 2010 du journalisme d'investigation (en) « pour un article qui relate les décisions urgentes de vie ou de mort prises par les médecins épuisés d'un hôpital lorsqu'ils ont été isolés par les eaux de crue de l'ouragan Katrina ». Elle était également membre de l'équipe de reportage du New York Times qui a reçu le prix Pulitzer 2015 du reportage international (en) pour sa couverture de l'épidémie du virus Ebola de 2014 en Afrique de l'Ouest. Les membres de l'équipe nommés par le New York Times étaient Pam Belluck (en), Helene Cooper, Fink, Adam Nossiter, Norimitsu Onishi, Kevin Sack (en) et Ben C. Solomon.
Depuis avril 2014, Fink est journaliste au New York Times.

## Jeunesse et éducation
Fink est né à Détroit. En 1990, Fink est diplômé de l'Université du Michigan avec un diplôme en psychologie. Fink a obtenu un doctorat en neurosciences en 1998 et un doctorat en médecine en 1999 de l'Université de Stanford.
Fink est allée aider les réfugiés à la frontière entre le Kosovo et la Macédoine pendant la guerre au Kosovo au lieu d'assister à sa remise de diplôme en médecine. 

## Carrière
Après avoir obtenu son diplôme universitaire, Fink s'est impliqué dans le travail d'aide humanitaire dans les zones de catastrophe et de guerre avec le Corps Médical International (en), notamment au Kosovo, en Irak, en Bosnie, en Macédoine et au Mozambique. Elle a également développé une carrière dans le journalisme. Fink est un membre senior de la Harvard Humanitarian Initiative, un membre senior de Future Tense à La Fondation Nouvelle Amérique (en) et, auparavant, un journaliste de ProPublica à New York. Ses articles ont été publiés dans des publications telles que le New York Times, Discover et Scientific American.
Fink a contribué au magazine d'information de la radio publique Public Radio International (PRI), The World (en), couvrant un certain nombre de sujets, notamment la pandémie mondiale du VIH/SIDA et l'aide internationale dans les situations de développement, de conflit et de catastrophe. En 2007, elle a enseigné un cours à l'Université Tulane sur « les problèmes de santé publique en situation de crise ». Elle a été boursière Kaiser Media de 2007 à 2008 auprès de la Fondation de la famille Kaiser (en).
En août 2009, Fink a publié The Deadly Choices at Memorial, un article d'investigation, dans le New York Times Magazine. L'article, qui résume plus de deux années de reportages, décrit les conséquences de l'ouragan Katrina au Centre Médical Mémorial (en) de la Nouvelle-Orléans en 2005.

## Récompenses

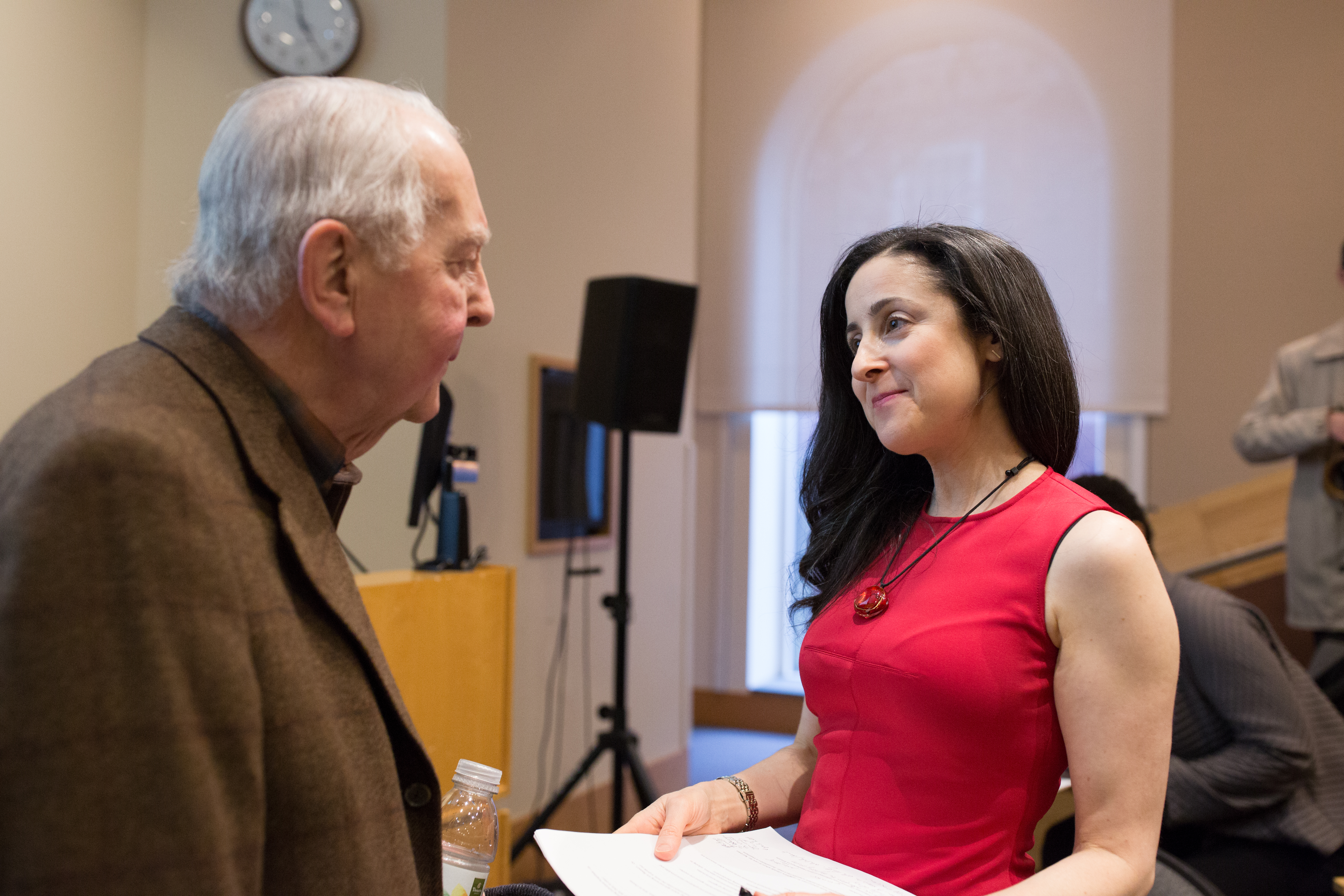
Sheri Fink en 2016 au Centre d'éthique Edmond J. Safra de l'Université Harvard

En mars 2010, The Deadly Choices at Memorial a reçu la deuxième place dans la catégorie « Grand magazine » des prix d'excellence en journalisme de santé de l'Association des journalistes de la santé (en) (AHCJ). Le mois suivant, Fink a reçu le prix Pulitzer du journalisme d'investigation (en) pour cet article.
L'article a également remporté le National Magazine Award for Reporting 2010 et le Dart Award 2010 for Excellence in Coverage of Trauma, décerné par le Centre Dart pour le Journalisme et le Trauma (en) de la Columbia University Graduate School of Journalism. Elle a été finaliste pour le prix Michael Kelly 2010.
Le livre de Fink, Cinq jours au Mémorial (en), publié en 2013 et qui développe son article de 2009, a remporté le National Book Critics Circle Award pour Nonfiction (2013),, le Los Angeles Times Book Prize pour Current Interest (2013), le Ridenhour Book Prize (2014) et Le prix PEN/John Kenneth Galbraith (en) (2015),.

## Livres
- Fink, Sheri. Cinq jours au Mémorial : la vie et la mort dans un hôpital ravagé par la tempête (en), première édition, New York : Éditions Crown, 2013.
- Fink, Sheri. War Hospital : Une histoire vraie de chirurgie et de survie (ISBN 9780307718969), première édition, New York : Public Affairs, 2003. (ISBN 9781586482671)